# Græsslørugle
Græsslørugle (Tyto longimembris) er en fugleart, der lever i det sydlige og østlige Asien og det vestlige Oceanien.